# Convenzione per le armi biologiche
     Firmato e ratificato
     Aderito
     Stato non riconosciuto
     Solo firmatario
     Non firmatario

Partecipazione alla convenzione per le armi biologiche
Firmato e ratificato
Aderito
Stato non riconosciuto
Solo firmatario
Non firmatario

La Convenzione sulla proibizione dello sviluppo, produzione e immagazzinamento delle armi batteriologiche (biologiche) e sulle armi tossiche e sulla loro distruzione (di solito denominata Convenzione per le armi biologiche, abbreviazione: BWC da Biological Weapons Convention in inglese) è stato il primo trattato multilaterale sul disarmo che vieta la produzione di una intera categoria di armi. È stato il risultato degli sforzi prolungati da parte della comunità internazionale per creare un nuovo strumento che andava a completare il Protocollo di Ginevra del 1925.
Il BWC è stato aperto alle firme il 10 aprile 1972 ed è entrato in vigore il 26 marzo 1975, quando 22 governi lo hanno ratificato. Attualmente impegna 163 Stati che vi partecipano a proibire lo sviluppo, la produzione e lo stoccaggio di armi biologiche e tossiche. Tuttavia, l'assenza di qualsiasi sistema di verifica formale di monitoraggio ha limitato l'efficacia della convenzione.
Il campo di applicazione del divieto sulle armi biologiche è definito all'articolo 1 (il criterio detto general purpose). Questo include il divieto di tutti gli agenti microbici e biologici o tossine e dei loro vettori (con eccezioni per scopi medici e di difesa ma in piccole quantità). Successivi incontri hanno ribadito che il criterio di uso generale comprende tutti i futuri sviluppi scientifici e tecnologici rilevanti per la convenzione.
Come indicato all'articolo 1 della BWC:
- Agenti microbiologici o biologici, tossine, qualunque sia la loro origine o metodo di produzione, dei tipi e nelle quantità che non hanno alcuna giustificazione per profilassi, protezione o altri scopi pacifici;

- Armi, equipaggiamenti o vettori destinati all'uso di tali agenti o tossine a fini ostili o in conflitti armati»